# Peter von Nobile
Peter von Nobile, geboren als Pietro Nobile (Campestro, 11 oktober 1774 – Wenen, 7 november 1854) was een Zwitsers-Oostenrijks (hof)architect. Hij wordt beschouwd als een vooraanstaand architect van het late classicisme in Wenen.

## Leven en werk
Von Nobile volgde lessen in Rome en Triëst, onder andere bij Antonio Canova. Na zijn opleiding werd hij in 1819 directeur van de afdeling architectuur aan de Akademie der bildenden Künste Wien. Zijn belangrijkste werken in Wenen zijn de Äußere Burgtor op het Heldenplatz en de Volksgarten in de Theseustempel, beide uit 1819-1823. Verder werd het Schauspielhaus Graz herbouwd volgens de plannen van Nobile, nadat het oorspronkelijke gebouw in 1823 was afgebrand. Na de herbouw werd het gebouw de balzaal van het polytechnisch instituut (thans het hoofdgebouw van de TU Wenen). Dit werk werd voltooid in 1842.
Ook in de Oostenrijkse havenstad Triëst was Von Nobile actief. Zo bouwde hij daar in 1817 het Palazzo Costanzi en in 1842 de Sant'Antonio Nuovokerk in Borgo Teresiano. In Bohemen maakte hij de verbouwplannen van Slot Kynžvart voor staatskanselier Klemens von Metternich.
Zijn eregraf is te vinden op de Weense Algemene Begraafplaats, hoewel hij in eerste instantie op het Sint-Marx Friedhof begraven lag.

## Nagedachtenis
In 1894 werd in de Weense districten Penzing en Rudolfsheim-Fünfhaus de Nobilegasse naar hem vernoemd.

## Afbeeldingen

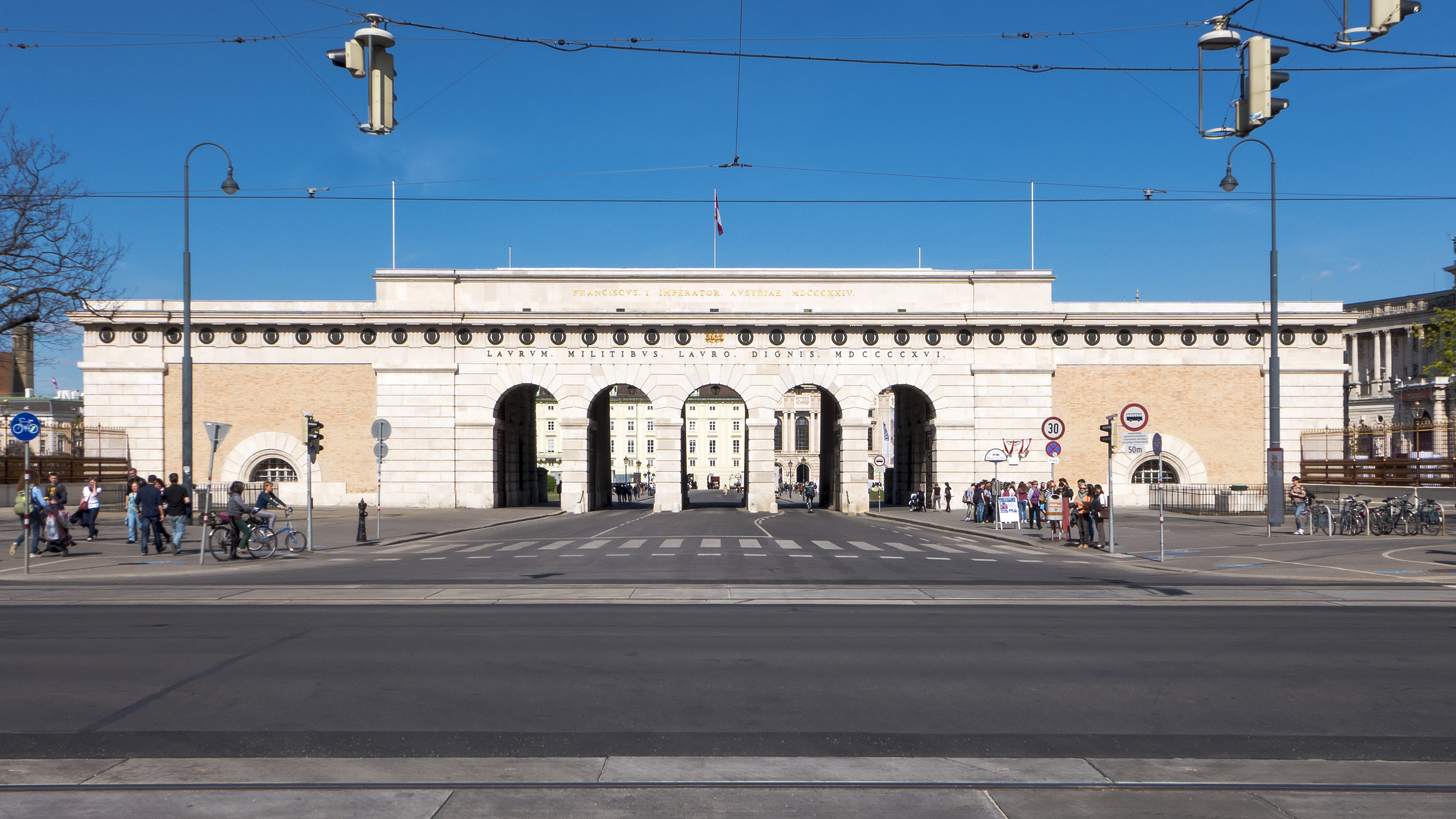
Äußeres Burgtor in Wenen
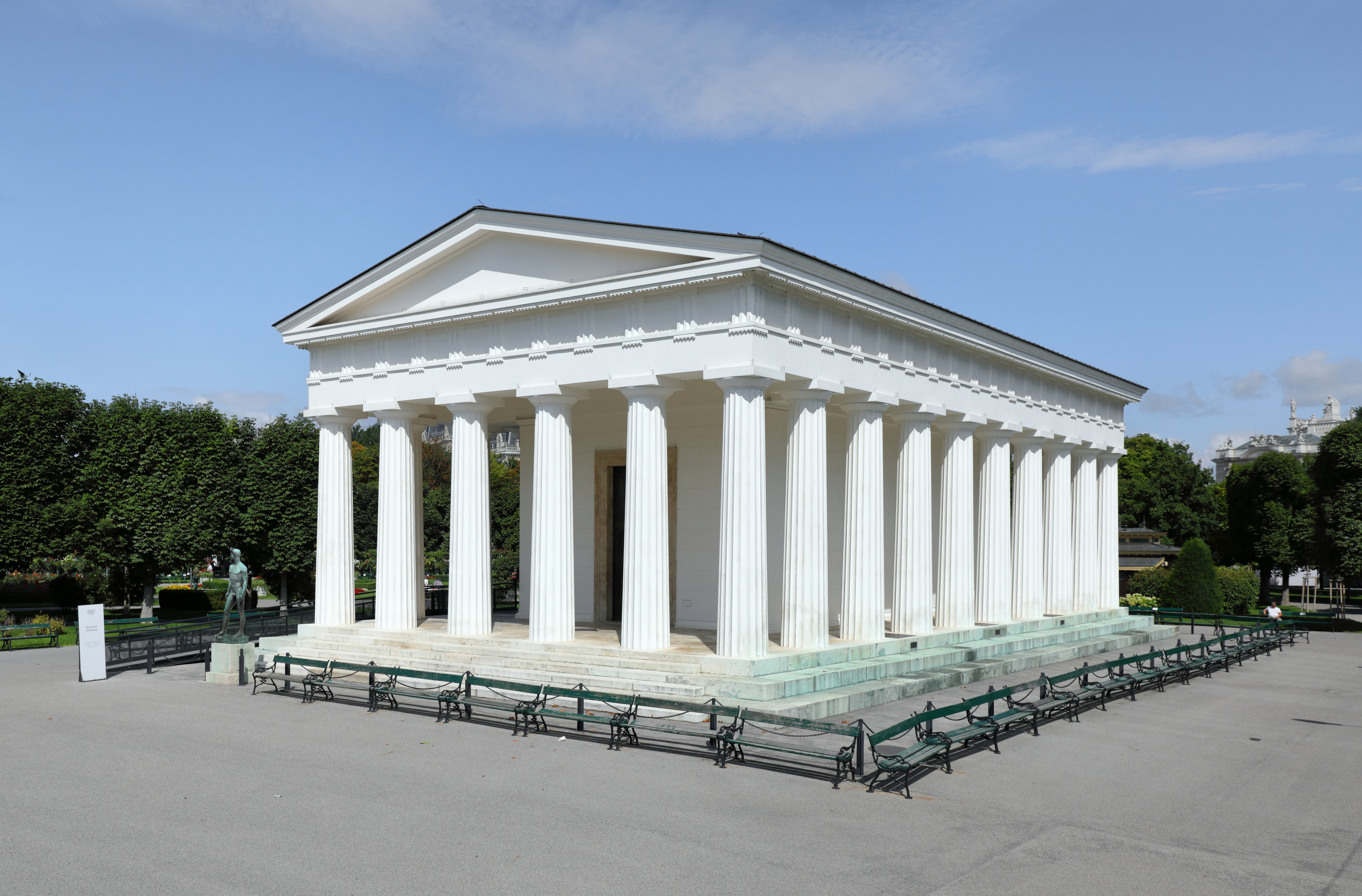
Theseustempel in Wenen
Sant'Antonio Nuovokerk in Triëst
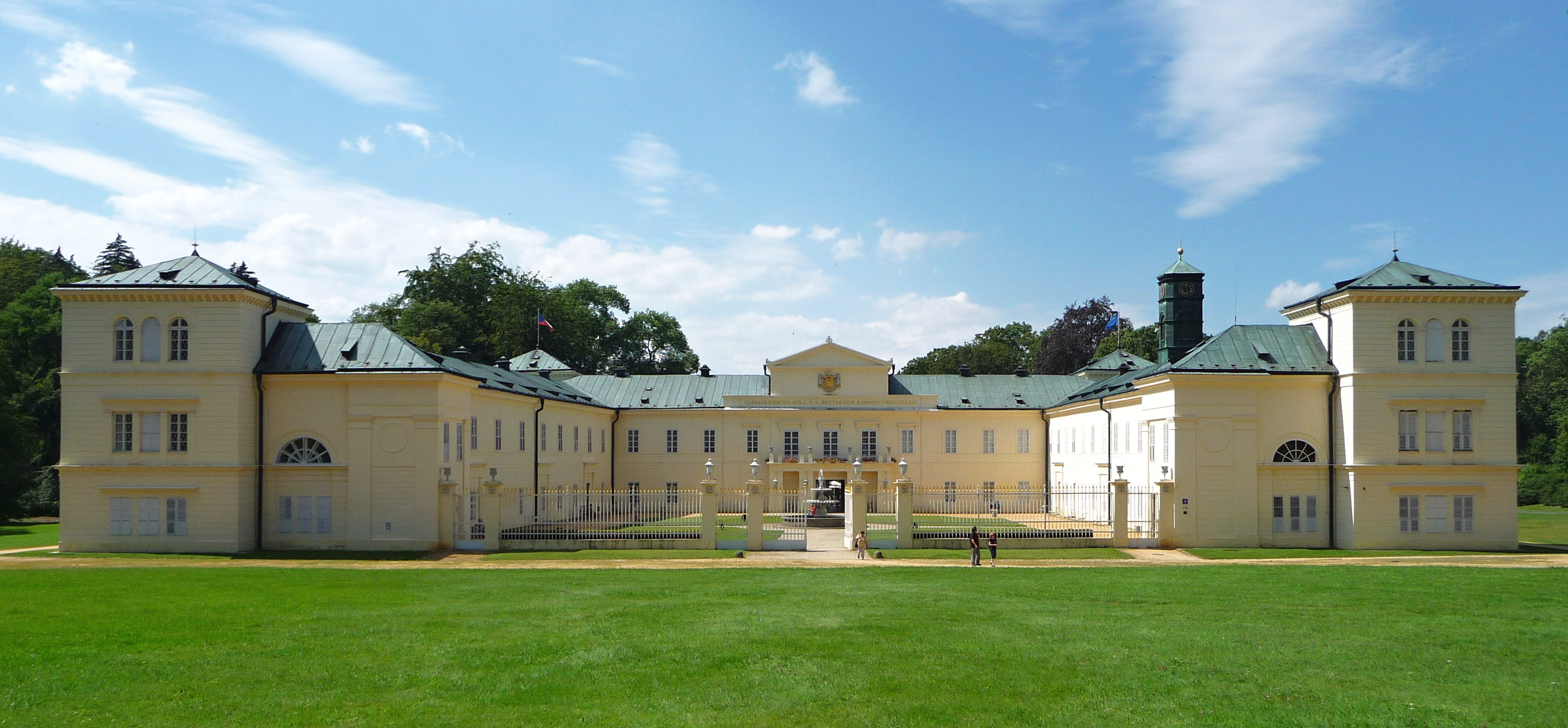
Slot Kynžvart in Bohemen

- Gemeinsame Normdatei: 121066215
- Historisch woordenboek van Zwitserland: 024544
- International Standard Name Identifier: 0000 0001 1743 9202
- Library of Congress Control Number: nr98024729
- Nationale Bibliotheek van Tsjechië: js2013772670
- Nationale Bibliotheek van Israël: 987011066439905171
- Istituto Centrale per il Catalogo Unico: VEAV045319
- Système universitaire de documentation: 075178915
- Union List of Artist Names: 500070410
- Virtual International Authority File: 13154358
- WorldCat: E39PBJdCkBdH7DTRGQd6mCY9Dq